# Vittjärnen (Ytterlännäs socken, Ångermanland, 698236-157786)
Vittjärnen är en sjö i Kramfors kommun i Ångermanland och ingår i Indalsälvens huvudavrinningsområde. Sjön har en area på 0,0806 kvadratkilometer och ligger 385 meter över havet. Sjön avvattnas av vattendraget Mjällån.

## Delavrinningsområde
Vittjärnen ingår i det delavrinningsområde (697994-157795) som SMHI kallar för Ovan Gäddsjöån. Medelhöjden är 363 meter över havet och ytan är 17,32 kvadratkilometer. Det finns inga avrinningsområden uppströms utan avrinningsområdet är högsta punkten. Mjällån som avvattnar avrinningsområdet har biflödesordning 3, vilket innebär att vattnet flödar genom totalt 3 vattendrag innan det når havet efter 61 kilometer. Avrinningsområdet består mestadels av skog (83 procent) och sankmarker (11 procent). Avrinningsområdet har 0,08 kvadratkilometer vattenytor vilket ger det en sjöprocent på 0,5 procent.